# Пятнистый мегрим
Пятнистый мегрим (лат. Lepidorhombus boscii) — вид лучепёрых рыб из семейства калкановых (Scophthalmidae) отряда камбалообразных.
Максимальная длина тела 40, средняя 20 см. В спинном плавнике 79—86 мягких лучей. В анальном плавнике 65—69 мягких лучей. Начало спинного плавника ближе к кончику рыла, чем к переднему краю глаза. Спинной и анальный плавники заканчиваются лишь немного на слепой стороне хвостового стебля. Боковая линия образует отчетливую кривую над грудным плавником. Обитают в северо-восточной Атлантике: Британские острова к югу до мыса Бохадор, Западная Сахара и Средиземное море. Встречаются на глубине от 7 до 800 метров. Считается видом вне опасности и служит объектом мелкого коммерческого промысла.